# Макриялос
Макриялос (греч. Μακρυγιαλός) или Макри-Ялос (греч. Μακρύ Γιαλός) — деревня в Греции на побережье Ливийского моря на острове Крит. Входит в общину (дим) Иерапетра в периферийной единице Ласитион в периферии Крит. Население 760 жителей по переписи 2011 года.

## История
Поселение возникло в античное время. В XX веке, в связи с ростом населения и расширением жилищного строительства, посёлок практически сросся с близлежащим Аналипсисом.

## Достопримечательности
В связи с проведением археологических раскопок в 1970-е годы на территории посёлка была обнаружена минойская и римская виллы, руины которых в настоящее время привлекают историков, так и многочисленных туристов.
В XX веке в посёлке была построена большая православная церковь в честь Успения Божией Матери и святой Ирины, богослужения в которой осуществляются регулярно священником, постоянно проживающим в посёлке.

## Экономика
Сеть частных гостиниц делает Макриялос одним из крупных туристических центров Крита, специализирующихся на семейном отдыхе и привлекая в период с мая по октябрь посетителей из стран Скандинавии и Германии своими благоустроенными пляжами, мелководным морем и умеренно жарким климатом.
Экономика посёлка основана в основном на обслуживании иностранных туристов, а также производстве сельскохозяйственной продукции одним из основных компонентов которой является выращивание оливок и производство из них оливкового масла. Развиты также частные парниковые хозяйства, занятые культивированием томатов, огурцов и ряда других овощей.

## Общинное сообщество Айос-Стефанос
В общинное сообщество Айос-Стефанос входят 2 населённых пункта. Население 891 жителей по переписи 2011 года. Площадь 15,955 квадратных километров.
| Наименование  | Население (2011), человек |
| ------------- | ------------------------- |
| Айос-Стефанос | 131                       |
| Макриялос     | 760                       |

## Население
| Год  | Население, человек |
| ---- | ------------------ |
| 1991 | 452                |
| 2001 | 608                |
| 2011 | ↗ 760              |